# 16269 Меркорд
16269 Меркорд (16269 Merkord) — астероїд головного поясу, відкритий 7 травня 2000 року.
Тіссеранів параметр щодо Юпітера — 3,196.